# Aurora (Südafrika)
Aurora ist eine Kleinstadt in der Lokalgemeinde Bergrivier, Distrikt West Coast, Provinz Westkap in Südafrika. Sie liegt etwa 180 Kilometer nördlich von Kapstadt im Sandveld, am Fuß der Piketberg-Berge. Die Stadt hat 578 Einwohner (Stand 2011).

## Geschichte
Aurora wurde ursprünglich als eine Kirche gegründet, damit die Anwohner der Umgebung keine langen Wege zum Gottesdienst hatten. So entstand 1866 das erste Gebäude auf der Farm Rietvlei. Die heutige Kirche wurde 1908 fertiggestellt, erster Pfarrer war Reverend C. R. Ferreira, ein ehemaliger Kriegsgefangener in Ceylon. Seine Tochter nannte er Ceylonia Aurora (von lat. aurora für „Morgenröte“). Nach ihr wurde die spätere Kleinstadt dann benannt.

## Flora
Durch die Lage zwischen der sandigen Ebene und den rund 1000 Meter hohen Bergen ist die Bandbreite der die Stadt umgebenden Vegetation groß: Proteacaeae (wie Aulax pallasia, Leucadendron discolor, Ericaceae, Restionaceae, Kniphofia, Aristea, Watsonia, Dilatris, Metalasia, Sukkulente und Xerophyten) werden hier in großer Zahl gefunden.